# Паразитная ёмкость
Парази́тная ёмкость — нежелательная электрическая ёмкость, существующая между проводниками или элементами электронных схем, либо внутри самих элементов.
Основные эффекты, обусловленные наличием паразитных ёмкостей:
- Перекрёстные помехи
- Снижение эффективности фильтров
- Паразитные положительные и отрицательные обратные связи. Из-за непредсказуемости фазовых характеристик паразитных связей их влияние может произвольно меняться. В усилителях положительная обратная связь может приводить к самовозбуждению, отрицательная — к уменьшению коэффициента усиления и частоты среза.
- Искажение передаточной функции участка цепи
- Нарушение согласования импеданса